# Tebe (città greca antica)

La Beozia antica

Tebe (in greco antico: Θῆβαι?, Thḕbai) fu una polis beotica, situata a nord del monte Citerone, che divide la Beozia dall'Attica, ai limiti meridionali della pianura della Beozia. Svolse un ruolo importante nella mitologia greca, luogo delle storie di Cadmo, Edipo, Dioniso e altri personaggi mitici.
Nel periodo miceneo attirò l'attenzione degli invasori dorici. La sua posizione centrale nella piana beotica fece diventare Tebe la polis dominante della Beozia, e sin dall'età arcaica i suoi abitanti cercarono di stabilire la supremazia completa sulle altre città che circondavano o erano nei pressi di Tebe.
Fu quindi la più grande città della Beozia e fu a capo della Lega beotica. Fu una grande rivale di Atene, e si schierò con l'Impero persiano durante la seconda guerra persiana. Con la vittoria nella battaglia di Leuttra nel 371 a.C., Tebe, sotto il comando di Epaminonda, divenne la città egemone greca, riuscendo a sconfiggere Sparta e la lega peloponnesiaca, ma l'età d'oro della polis beotica non durò più di un decennio. Il battaglione sacro di Tebe, un'unità militare d'élite, è noto per esser caduto a Cheronea nel 338 a.C. contro Filippo II e Alessandro di Macedonia. Tre anni dopo, la città si ribellò ad Alessandro, che per punizione la rase al suolo, venendo rifondata dopo la morte del sovrano macedone.

## Storia

### Mitologia

#### Mito fondativo
Prima della fondazione di Tebe, la Beozia era governata da dei re primordiali: in particolare Beoto figlio di Poseidone e che diede il nome alla regione e Ogigo, sotto il quale si svolse uno dei miti sul diluvio universale greco, sua moglie inoltre si chiamava Tebe, ma diede il nome a una città completamente diversa (Tebe Ipoplacia).
Secondo il mito, che non ha conservato memoria delle età precedenti quella micenea, Tebe sarebbe stata fondata da Cadmo, figlio di Agenore re di Tiro e quindi nipote di Poseidone, giunto dalla Fenicia in cerca della sorella Europa, rapita da Zeus; su consiglio di Apollo Cadmo seguì una vacca sacra fino all'arrivo nella piana beota dove fonderà la città dopo uno scontro con un drago sacro ad Ares e dopo essersi alleato con gli Sparti. La notizia della venuta di Cadmo fu suggerita forse dall'esistenza della "Cadmea", eretta proprio dagli Sparti in onore di Cadmo.

#### I re di Tebe
A seguito Cadmo sposò Armonia, figlia d'Afrodite ed ebbe 4 figlie e 1 figlio, cedendo il trono al nipote Penteo, inoltre una delle figlie (Semele) venne sedotta da Zeus portando alla nascita di Dioniso. Penteo era un tiranno e tentò di bloccare il culto della divinità, ma costui fece impazzire le donne tebane che si riunirono sul Citerone e divennero Baccanti, che in seguito uccisero Penteo.
Dopo Penteo regnò sul trono Labdaco, che iniziò la dinastia labdacide di cui fanno parte anche i re Laio ed Edipo, il quale cercò di evadere alle profezie ma alla fine uccise il padre Laio e giacque con la madre Giocasta e poi divenne il re della città. I figli di Edipo Eteocle e Polinice si affrontarono per il trono, Polinice fuggì ad Argo dove grazie all'aiuto del re Adrasto coalizzò un'armata con cui assediò Tebe (i famosi Sette), ma alla fine perirono entrambi i fratelli che furono seguiti dallo zio Creonte.
A Tebe crebbe l'eroe e semidio Eracle, il quale difese la città contro Orcomeno, in seguito Tebe venne attaccata dagli Epigoni, figli dei Sette che volevano vendicarli e il trono fu usurpato da Tersandro il quale partecipò anche nella Guerra di Troia, ma non la raggiunse mai. L'ultimo re labdacide fu Autesione, il quale si alleò con gli Eraclidi e divenne padre dei diarchi spartani Euristene e Procle. La monarchia di Tebe cadde con Xanto, ucciso da Melanto di Atene.
La mitologia di Tebe è riunita nel corpus detto Ciclo tebano, composto da 4 opere perdute attribuite agli autori Cinetone di Sparta, Antimaco di Teo e forse Omero.

### Evidenze storiche
L'epiteto della città era "Tebe dalle sette porte", per differenziarla dalla "Tebe delle 100 porte" in Egitto.

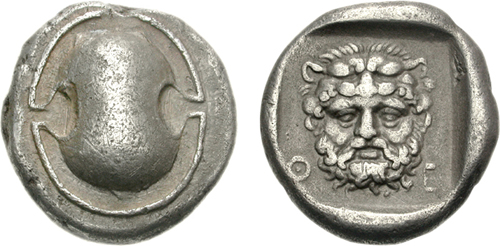
Moneta d'argento con scudo beota (V secolo a.C.)

Sui più antichi abitanti della Beozia, e quindi anche di Tebe, non si hanno dati sicuri. I reperti archeologici mostrano che l'acropoli della Tebe antica, la cosiddetta Cadmea, era abitata già nell'età elladica (III-II millennio a.C.). Sono stati rinvenuti manufatti del XVI secolo a.C. e perfino affreschi, che mostrano contatti di Tebe con la Creta minoica. In seguito Tebe (*Tʰēgʷai) fu un potente centro miceneo, forse uno dei più potenti centri della civiltà, tanto che, secondo Deger-Jalkotzy, il suo nome compare nel tempio funerario di Amenofi III, nella Tebe egizia, segnato in geroglifico come dy-qꜣj-jꜣ-s. La città-stato venne poi abbandonata durante il Medioevo ellenico e fu abitata da Dori ed Eoli, luoghi in cui si sviluppò il dialetto eolico, con lievi influenze da quello dorico.
La poleis di Tebe nacque intorno all'VIII secolo a.C., come le altre città greche, ma non sono note abbastanza informazioni al riguardo. Richard Hope Simpson attribuisce la rinascita di Tebe agli Hypothebai, gli abitanti della "città bassa" di Tebe, menzionati anche nel Catalogo delle Navi dell'Iliade ma di cui non si sa nulla. Era presumibilmente una poleis prettamente aristocratica.
Più tardi in Beozia fu costituita, probabilmente per difesa dalle mire espansionistiche di Orcomeno, la Lega beotica, una confederazione che comprendeva inizialmente 13 o 14 città, nessuna delle quali predominava sulle altre. A Tebe la monetazione è documentata a partire dal VII secolo a.C. Attorno al VI secolo a.C. Tebe divenne, all'interno della Lega beotica, la città egemone, ossia la città a cui spettava il comando in caso di guerra. La supremazia tebana minacciava l'uguaglianza effettiva dei membri della lega, suscitando i tentativi separatistici di alcune importanti città della Beozia, in particolar modo di Platea, che cercò fin dal 519 a.C. l'appoggio di Atene.

### V secolo a.C.

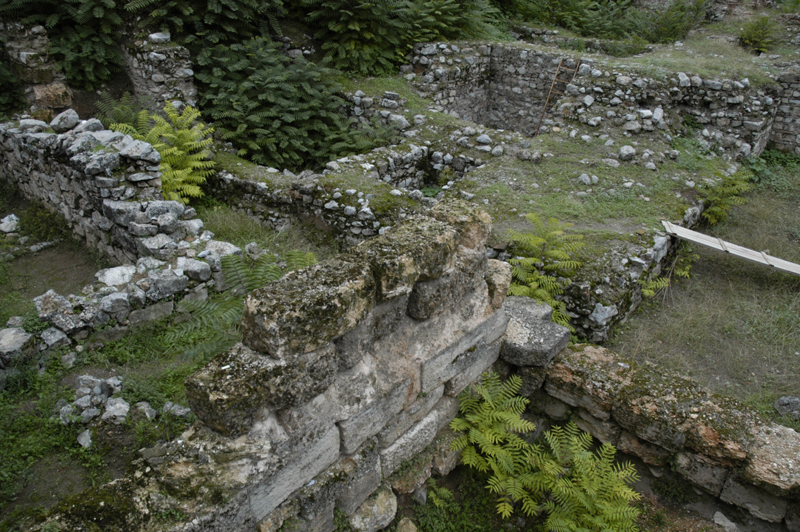
La rocca Cadmea a Tebe

Alla fine del VI secolo a.C., i Tebani ebbero il primo contatto con gli Ateniesi, che aiutarono il piccolo villaggio di Platea a mantenere la sua indipendenza contro Tebe, mentre sempre gli Ateniesi nel 506 a.C. respinsero un'incursione nell'Attica. L'avversione e la rivalità con Atene spiega l'atteggiamento antipatriottico che Tebe adottò durante la guerre persiane, schierandosi con i Persiani ma rimanendo principalmente neutrale.
Anche se un contingente di 400 uomini (guidato da Leonziade) fu inviato alle Termopili, l'aristocrazia tebana, subito dopo, unì le forze con Serse I di Persia e con grande forza e zelo combatté al fianco dei persiani nella battaglia di Platea nel 479 a.C. I Greci vittoriosi in seguito punirono Tebe privandola dell'egemonia sulla Lega beotica. Gli Spartani volevano addirittura espellere Tebe dall'anfizionia delfica ma questa proposta non fu attuata per intercessione di Atene; Pausania, dopo un assedio, la conquistò instaurandovi un governo democratico. Ma i tentativi di instaurare la democrazia a Tebe fallirono in quanto l'ordinamento democratico presupponeva una base sociale che non esisteva in Beozia: l'economia in questa regione era essenzialmente agricola e il potere era nelle mani di aristocratici latifondisti; l'artigianato e il commercio non erano sviluppati, le più grandi città in realtà non erano altro che grossi borghi privi di plebi urbane.

La Beozia e l'Attica

Nel 457 a.C. Sparta, nel cercare una polis che ostacolasse Atene nella sua avanzata nella Grecia centrale, cambiò la sua politica e Tebe divenne nuovamente la potenza dominante in Beozia. Gli Ateniesi occuparono la rocca Cadmea tra il 457 e il 447 a.C., nello scenario dell'egemonia ateniese. Anche quando Atene tentò invano di occupare l'intera Beozia nel 431 a.C., incontrando una fiera resistenza tebana, Tebe e la lega si unirono in seguito alla lega peloponnesiaca.
Tebe non riconobbe mai l'egemonia ateniese in Beozia e, dopo le sconfitte di Atene a Coronea (447 a.C.) e soprattutto a Delio (424 a.C.), la classe aristocratica riprese il potere a Tebe, che riconquistò il ruolo egemonico in seno alla Lega beotica e la riformò, con la creazione delle cariche di grammateus, beotarca e polemarco.
Nella guerra del Peloponneso i Tebani, poiché Atene frustrava ogni loro tentativo di espansione in Beozia, furono fermi alleati di Sparta, che a sua volta li aiutò ad assediare Platea, città alleata di Atene, e permise loro di distruggere la città dopo la sua cattura nel 427 a.C. Nel 424 a.C., i Tebani inflissero una severa sconfitta ad una forza d'invasione ateniese nella battaglia di Delio, e per la prima volta mostrò la sua forza militare, dovuta alla tattica della falange obliqua, che l'avrebbe elevata a potenza predominante in Grecia.

### Alleanza con Atene
Dopo la caduta di Atene e la fine della guerra del Peloponneso, i Tebani, avendo saputo che gli Spartani non avevano intenzione di proteggere le città loro alleate, ruppero l'alleanza. Tebe, che aveva sollecitato Sparta a radere al suolo Atene, nel 403 a.C. aveva segretamente sostenuto il restauro della democrazia nella città dell'Attica, al fine di trovare in essa una buona alleata contro Sparta. Il mutamento nella politica estera può essere attribuito a un governo democratico moderato subentrato a Tebe a quello aristocratico.
Nel 395 a.C., forse influenzati in parte dall'oro inviato dai Persiani, formarono una lega contro Sparta: la città partecipò al fianco di Atene, Argo e Corinto alla guerra di Corinto e vinse la battaglia di Aliarto (395 a.C.), venendo però sconfitti nelle battaglie di Nemea e Coronea, alla fine la guerra fu risolta dalla pace comune di Antalcida (386 a.C.) con cui si preservava l'egemonia spartana, ma si negava a Tebe l'egemonia sulla Beozia e ordinava lo scioglimento della Lega beotica.
Nel 382 a.C. lo spartano Febida con l'aiuto di Leonziade occupò la rocca Cadmea con un colpo di mano, sostituì i governanti democratici con aristocratici filo-spartani e pose quindi Tebe sotto il diretto controllo spartano; il re di Sparta Agesilao II avallò queste gesta permettendo che Ismenia, il principale democratico popolare tebano, fosse messo a morte e sostituito dal partito di Leonziade ed Archia, oltre che l'armosta Lisanorida. L'opposizione democratica in esilio ad Atene, guidata da Pelopida, si alleò con i moderati rimasti a Tebe, guidati da Epaminonda, e con un'impresa audace riuscì a ripristinare lo stato tebano (379 a.C.) assassinando gli oligarchi. L'episodio segnò l'inizio di una serie di eventi che culminarono addirittura con l'egemonia di Tebe, sia pure di breve durata, sul resto della Grecia.

### Egemonia tebana
Beozia tebana
     Alleati e zone d'influenza

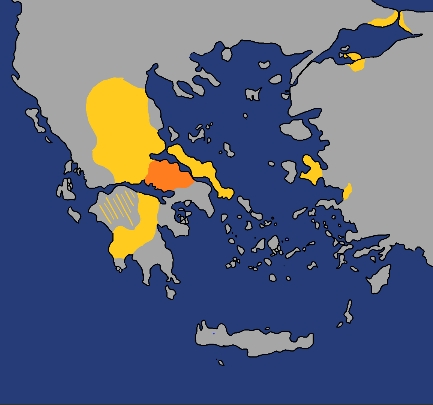
Tebe all'apice del suo potere
Beozia tebana
Alleati e zone d'influenza

Epaminonda e Pelopida divennero quindi i protagonisti dello scenario politico di Tebe nel IV secolo a.C., i due infatti, dopo aver ristabilito l'autonomia della città e la lega beotica, la difesero dai continui attacchi spartani, nel mentre però era anche stata interrotta l'alleanza con Atene e Tebe si stava praticamente fronteggiando contro entrambe le città.
Tebe stabilì il suo potere su tutta la Beozia, e nel 371 a.C. riportò una notevole vittoria sugli Spartani a Leuttra e i vincitori furono salutati in tutta la Grecia come liberatori. Alla testa di una grande coalizione e della Lega beotica, Tebe paralizzò l'economia spartana liberando da Sparta molti Iloti, la base dell'economia di Sparta, in seguito invasero il Peloponneso e fondarono la lega arcadica, le brillanti vittorie furono anche grazie al forte battaglione sacro di Gorgida.

Nel 362 a.C. i Tebani sconfissero nuovamente gli Spartani nella battaglia di Mantinea, dove però Epaminonda morì. Poiché anche Pelopida era morto due anni prima, Tebe rimase senza i due personaggi artefici del successo militare e in poco tempo il dominio tebano si sgretolò (tra l'altro la Beozia era una delle regioni più povere della Grecia), anche sotto la pressione del Regno di Macedonia in ascesa.

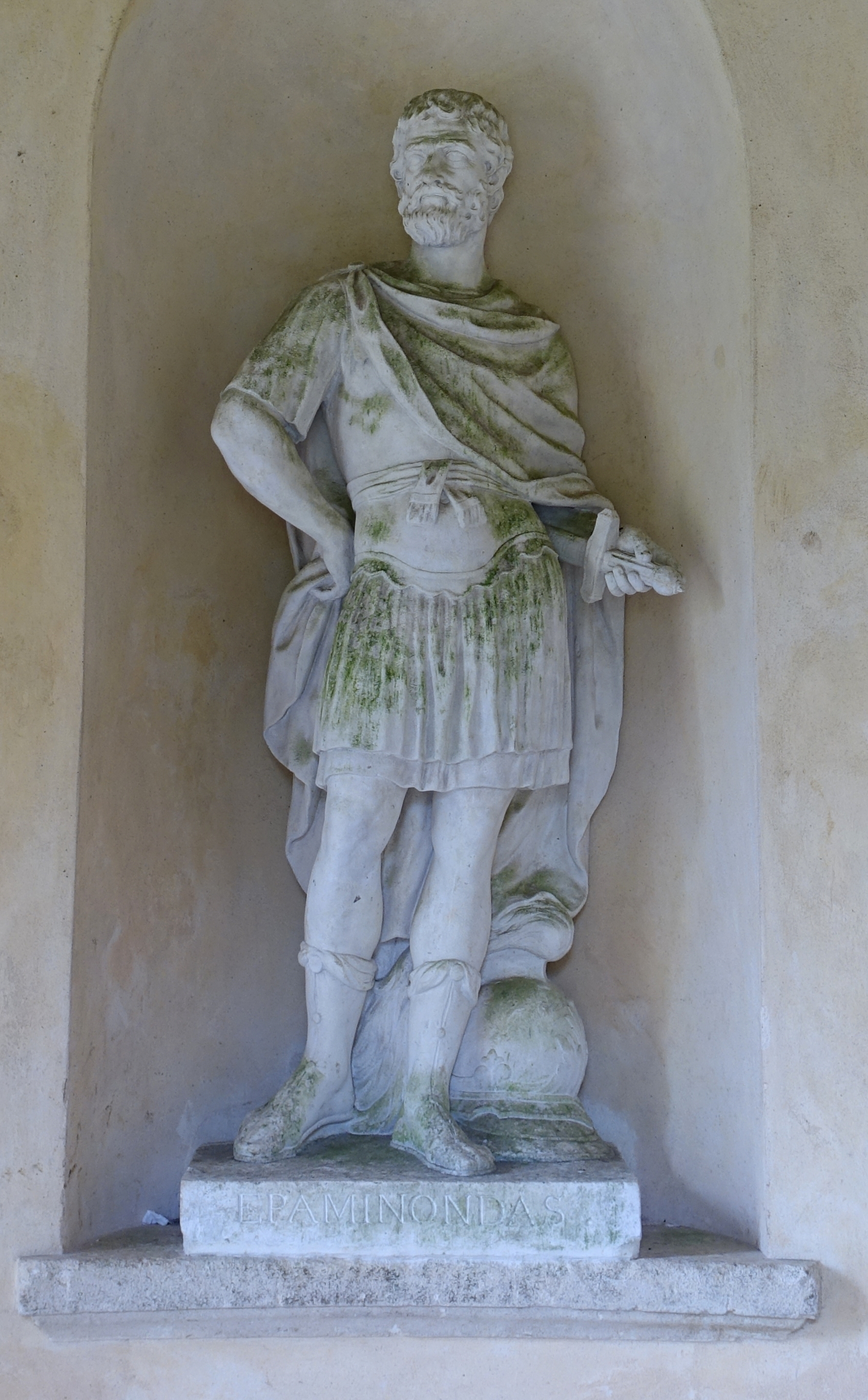
Epaminonda (copia di Peter Scheemakers, XIII secolo, Stowe House)
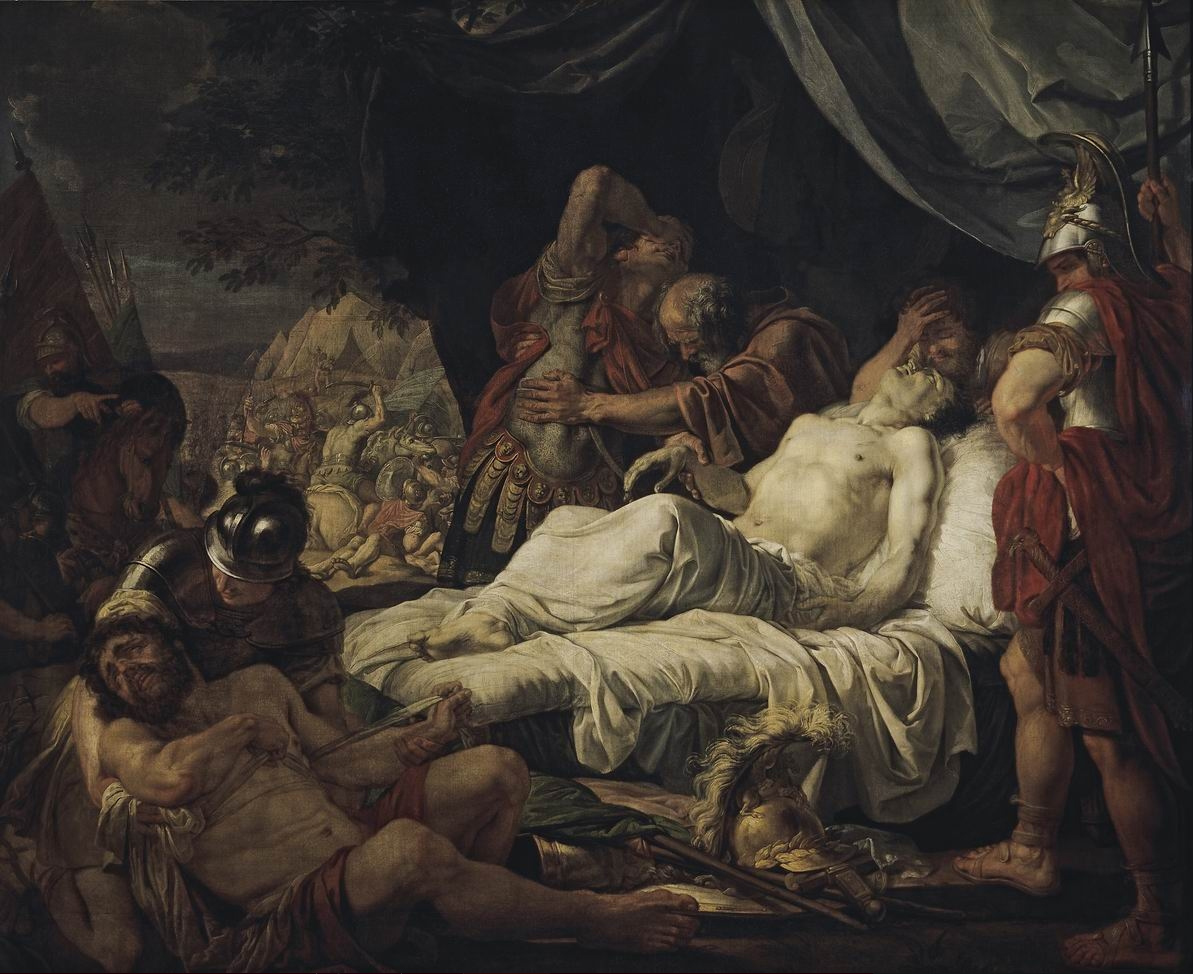
Pelopida (Andrej Ivanov, 1805/1806)

### Distruzione di Tebe
Nella terza guerra sacra (356-346 a.C.) Tebe, non riuscendo nemmeno a mantenere il suo predominio sulla Grecia centrale, chiese l'aiuto di Filippo II di Macedonia, che sconfisse i Focesi ma nello stesso tempo s'intromise negli affari del mondo greco. Il pericolo macedone spinse Tebe ad allearsi con Atene, ma le forze greche furono sconfitte nella battaglia di Cheronea: la lega beotica venne sciolta, e Tebe dovette versare alla Macedonia enormi riparazioni di guerra e accettare un presidio macedone nella città, entrando nella lega di Corinto.
Nel 335 a.C. i Tebani e gli Ateniesi si ribellarono ancora una volta contro i Macedoni, ma il successore di Filippo, Alessandro Magno, creduto dall'ateniese Demostene (il principale fautore della politica anti-macedone) un ragazzino sciocco (tra l'altro si era diffusa in Grecia la notizia della morte di Alessandro in una sua spedizione) reagì immediatamente; mentre le altre città si arresero, Tebe decise di resistere energicamente. Tuttavia questa resistenza fu inutile: la città fu rasa al suolo, con l'eccezione, secondo la tradizione, della casa del poeta Pindaro e dei templi dell'acropoli e il suo territorio fu diviso tra le altre città della Beozia. Inoltre, gli stessi Tebani furono venduti come schiavi. Alessandro risparmiò solo i sacerdoti, i generali favorevoli al dominio macedone e i discendenti di Pindaro. La distruzione di Tebe intimorì Atene, che si sottomise ad Alessandro.

### Periodo ellenistico e romano
Cassandro permise ai Tebani di ricostruire la loro città nel 315 a.C. Tebe fu assediata e presa da Demetrio Poliorcete nel 293–292 a.C. La città riprese la sua autonomia nel 287 a.C. e divenne alleata di Lisimaco e della lega etolica, in conflitto con la lega achea.
Nel 146 a.C. Tebe fu conquistata da Roma. Fece parte della provincia di Acaia. Tentò di ribellarsi ai Romani all'epoca delle guerre mitridatiche, per cui nell'87 a.C. venne occupata da Silla, che le tolse metà del territorio. Da allora la decadenza fu irreversibile.
A Tebe, circa nel 93 d.C., morì Luca Evangelista, e fu sepolto in una chiesa locale sorta a Tebe (prima che le esequie venissero spostate a Padova), nel 2000 una costola venne donata a tale chiesa come reliquia.
Nel II secolo d.C., Pausania il Periegeta riferisce che Tebe e il territorio circostante erano ormai disabitati e che solo poche persone abitavano nella rocca Cadmea. La città fu rifondata nel 315 come parte della prefettura dell'Illirico, ma da quel momento non fu più parte importante della scena politica della Grecia.

### Nel Medioevo
Entrata a far parte dell'impero bizantino all'interno del thema di Hellas, di cui era il capoluogo; la città fu il campo di battaglia principale nella guerra bulgaro-bizantina del 913–927.
Nell'XI secolo vi fiorì l'industria della seta e delle tintorie di porpora, superando anche la capitale Costantinopoli: il centro riacquistò l'aspetto di una città e attrasse mercanti stranieri (la vivacità economica che ne derivò favorì l'insediamento di una notevole comunità ebraica romaniota). Nel 1147 fu saccheggiata dai Normanni di Sicilia. Divenne poi, dopo la Quarta Crociata, capitale del Ducato di Atene, costituito nel 1205 sotto la signoria dei de la Roche, conoscendo un periodo di prosperità. A partire dal 1311 fu sotto il dominio catalano-aragonese. Nel 1388 il ducato passò alla famiglia fiorentina degli Acciaiuoli e per Tebe fu una nuova fase di floridezza. Nel 1460 fu conquistata dai Turchi che la chiamavano İstefe, vi cessò il commercio e tornò a decadere.

### La città moderna
Catturata da Venezia tra il 1687 e 1699, rimase nelle mani Ottomane fino alla guerra d'indipendenza del regno di Grecia, dove entrò come municipio della prefettura e provincia di Beozia ed Attica, poi solo prefettura di Beozia e solo infine l'omonima unità periferica sorta con il programma Callicrate, un tempo il capoluogo ma poi sostituita da Livadeia. Nel 1893 la città fu colpita da un grande terremoto ma venne rapidamente ricostruita.
La città è rinata nel corso del XX secolo, espandendosi e arricchendosi grazie al turismo e alle industrie dell'agriturismo, che poi si spostarono verso Sud ad Atene, oggi trae la maggior parte del suo profitto dal turismo e il commercio.
Sette vie della città di Tebe sono illusionisticamente rappresentate nel Teatro Olimpico di Vicenza.
Conosciuta oggi come Thiva (Θήβα), ha circa 30.000 abitanti concentrati nella parte centrale della città.

## Cronologia
- III-II millennio a.C. nascita dell'insediamento di Tebe (Età del bronzo)
- c. XVI secolo a.C. costruzione della Rocca Cadmea, contatti con Creta
- XII-XI secolo a.C. città-stato micenea influente
- 1200-800 a.C. migrazioni degli Eoli (Medioevo ellenico)
- VIII-VII secolo a.C. fondazione della poleis tebana
- VII secolo a.C. istituzione della lega beotica, supremazia di Tebe
- 519 a.C. guerra tra Tebe e Atene sul controllo di Platea
- 506 a.C. incursione tebana senza successo in Attica
- 480 a.C. alcuni volontari partecipano nella battaglia delle Termopili dove sono uccisi a tradimento
- 479 a.C. sconfitti assieme ai Persiani nella battaglia di Platea, Pausania assedia la città per farle cambiare schieramento
- 457 a.C. battaglia di Enofita: Atene assedia la Rocca Cadmea, egemonia ateniese sulla Beozia
- 447 a.C. battaglia di Coronea: indipendenza della Beozia e riforma della lega beotica
- 446 a.C. la lega beotica si unisce alla lega peloponnesiaca
- 431 a.C. fallita offensiva ateniese per recuperare la Beozia (sollecitata da Plistoanatte)
- 427 a.C. Tebe e Sparta conquistano Platea
- 424 a.C. battaglia di Delio, vittoria tattica tebana
- 403 a.C. Tebe accoglie i dissidenti ateniesi e si unisce alla seconda lega delio-attica
- 395 a.C. Guerra di Corinto: battaglia di Aliarto, vittoria tebana
- 394 a.C. battaglia di Nemea e battaglia di Coronea, sconfitte
- 386 a.C. pace di Antalcida, scioglimento della lega beotica
- 382 a.C. colpo di mano spartano, inizia l'oligarchia tebana, assassinio/diaspora dei democratici
- 382-379 a.C. istituzione del battaglione sacro da parte di Gorgida
- 379 a.C. Epaminonda e Pelopida assassinano gli oligarchici e restaurano l'indipendenza
- 378 a.C. guerra beotica (guerra tebano-spartana): fallito assedio della Cadmea
- 376 a.C. i tebani respingono due incursioni contro Tanagra
- 375 a.C. battaglia di Tegira, vittoria tebana
- 371 a.C. strategica vittoria nella battaglia di Leuttra, ha inizio l'egemonia tebana
- 370-369 a.C. incursioni nel Peloponneso e Tessaglia, fondazione della lega arcadica contro Sparta
- 364 a.C. battaglia di Cinocefale: morte di Pelopida
- 362 a.C. battaglia di Mantinea contro Atene e Sparta, morte di Epaminonda e crisi dell'egemonia
- 356-346 a.C. terza guerra sacra, alleanza con la Macedonia e poi con Atene
- 339-338 a.C. quarta guerra sacra, vittoria tebano-ateniese
- 338 a.C. battaglia di Cheronea: sconfitta definitiva di Tebe, sottomissione alla lega di Corinto
- 335 a.C. battaglia di Tebe, totale distruzione di Tebe da parte di Alessandro Magno
- 315 a.C. ricostruzione della città per volere di Cassandro
- 293-292 a.C. assedi della città da parte di Demetrio Poliorcete
- 287 a.C. appoggia la lega etolica
- 146 a.C. sottomissione alla repubblica romana
- 87 a.C. tentativi di ribellione sedati da Silla, graduale abbandono della città antica e nascita di quella moderna